# بيلا سيمون
بيلا سيمون (بالمجرية: Simon Béla)‏ هو مجدف مجري، ولد في 4 أغسطس 1988 في سولنوك في المجر.

## وصلات خارجية
- بيلا سيمون على موقع الاتحاد الدولي للتجديف (الإنجليزية)
- بيلا سيمون على موقع اللجنة الأولمبية الدولية (الإنجليزية)
- بيلا سيمون على موقع أوليمبيديا (الإنجليزية)